# 1894 na literatura

## Nascimentos
| Data          | Nome                     | Profissão               | Nacionalidade  | Observações | Ref   |
| ------------- | ------------------------ | ----------------------- | -------------- | ----------- | ----- |
| 5 de Março    | Artur de Magalhães Basto | professor e historiador | Portugal       | m. 1960     |       |
| 20 de Abril   | Augusto dos Anjos        | poeta                   | Brasil         | m. 1914     |       |
| 26 de Julho   | Aldous Leonard Huxley    | escritor                | Inglaterra     | m. 1963     | [ 1 ] |
| 1 de outubro  | António Alves Martins    | jornalista e poeta      | Portugal       | m. 1929     |       |
| 14 de Outubro | E. E. Cummings           | poeta                   | Estados Unidos | m. 1962     | [ 2 ] |
| 8 de Dezembro | Florbela Espanca         | poetisa                 | Portugal       | m. 1930     |       |
| 8 de Dezembro | James Thurber            | humorista e escritor    | Estados Unidos | m. 1961     | [ 3 ] |

## Mortes
| Data          | Nome                   | Profissão | Nacionalidade | Observações | Ref   |
| ------------- | ---------------------- | --------- | ------------- | ----------- | ----- |
| 3 de Dezembro | Robert Louis Stevenson | escritor  | Escócia       | n. 1850     | [ 4 ] |